# Aloisia de Luna
Aloisia de Luna Vega, talvolta indicata anche come Luisa (Bivona, 1553 – Palermo, 1620), è stata una nobildonna italiana dei secoli XVI-XVII.

## Biografia
Nacque a Bivona, feudo di famiglia, nel 1553 da Pietro de Luna, I duca di Bivona, e dalla nobildonna spagnola Isabel de Vega y Osório, figlia di Juan de Vega, signore del Grajal e viceré di Sicilia (1547-1557), che gli diedero il nome della nonna paterna Luisa Salviati de' Medici, di origine fiorentina.
Nel 1568 sposò quindicenne Cesare Moncada, II principe di Paternò, figlio di Francesco, da cui ebbe i figli Isabella e Francesco. Il matrimonio fu celebrato a Caltabellotta dal vescovo di Girgenti, e durò appena tre anni per l'improvvisa scomparsa nel 1571 del Principe Cesare. Ritrovatasi vedova e con un solo figlio - la figlia morì in tenerissima età - il 17 settembre 1577 sposò  a Monreale in seconde nozze Antonio d'Aragona Cardona, duca di Montalto, da cui ebbe la figlia Bianca Antonia.
Morto anche il secondo marito nel 1584, Aloisia organizzò il matrimonio del proprio figlio Francesco con la figlia del Duca di Montalto, Maria Aragona e La Cerda, celebratosi nel 1585, ed il numero degli stati feudali governati dai Moncada passò da quattro a tredici. Nel 1592, alla morte del fratellastro Giovanni de Luna nell'agosto 1592, che non ebbe eredi, il 30 settembre ricevette l'investitura delle baronie di Scillato e Regaleali e quella di altri feudi quali "lo vosco di Cuchiara, lo vosco di Granza, lo vosco di Cardulino, lo vosco di Santa Maria, lo vosco di Larminusa de membris et pertinentia terre" di Caltavuturo e Sclafani, tramite il proprio procuratore Francesco de Ansaldo
Donna dotata di fortissima personalità e di un forte potere di comando, non superficiale, molto precisa, Donna Aloisia gestì il patrimonio di famiglia. Grazie a lei, infatti, l'archivio della famiglia Moncada, è uno degli archivi più ordinati della storia della nobiltà siciliana. 
Aloisia de Luna trasformò la corte di Caltanissetta - che divenne il centro dei propri affari e interessi - in una corte molto simile a quella madrilena. Introdusse i gesuiti in Sicilia e in particolar modo a Caltanissetta, dove fece costruire alcune chiese, come quella dell'Assunta annessa al convento dei Cappuccini, e fece ristrutturare la Chiesa Madre e altre chiese del capoluogo. Fu sensibile alla cultura ed acquistò il Palazzo Ajutamicristo a Palermo, e riordinò le carte di famiglia.
Perseguendo poi la politica del marito fu attivissima nel raffinare la corte con artisti e musici, tra i quali Giandomenico Martoretta. Introdusse alla corte i pittori genovesi Giulio e Cesare Puzzo, Bartolomeo Navvarete, Enrico Brant, Giuseppe Facciponti, Sofonisba Anguissola. Il cremonese Paolo Fonduli nonché il senese Filippo Paladini. Furono presenti anche diversi poeti. Per cinquanta anni amministrò, con mano ferma, il potere e la politica della contea di Caltanissetta e degli altri territori infeudati ai Moncada, nonché, per l'eredità derivatale dal secondo marito, la Contea di Collesano, la baronia delle Due Petralie e di Bilici, la Ducea di Montalto in Calabria.
Dopo la morte del figlio Francesco avvenuta nel 1592, si occupò anche dell'educazione del nipote Antonio, erede al Principato di Paternò. Morì a Palermo nel marzo del 1620, all'età di 67 anni.